# Капустіна Надія Іванівна
Надія Іванівна Капустіна (нар. 30 липня 1954, Запоріжжя) — українська музейниця і громадська активістка, колишній директор Дніпропетровського національного історичного музею імені Дмитра Яворницького, заступник директора Музею українського живопису (січень-грудень 2019 рік), директор КП «Музей історії Дніпра» Дніпровської міської ради (з 26 листопада 2019 по 16 лютого 2021 роки), заступник директора «Музея історії Дніпра» з 15 квітня 2021 по 24 травня 2023 роки.

## Життєпис
Надія Капустіна народилася в Запоріжжі. Мати - Наталія Олексіївна Градобік, сестра - Любов.
Навчалася в школі-інтернаті, де почала займатися художньою гімнастикою.
Закінчила ДНУ ім. Олеся Гончара - історичний факультет. Працювала вчителькою у школі.
З вересня 1979 року почала працювати в Дніпропетровському національному історичному музею ім. Д. І. Яворницького - екскурсоводом на діорамі «Битва за Дніпро». З 1989 по 1998 роки - завідувачка відділом науково-просвітницької роботи. З лютого 1998 по листопад 2018 рік - директор історичного музею.
З січень по грудент 2019 року - заступник директора Музею українського живопису.
Від 26 листопада 2019 по 16 лютого 2021 року — директор КП «Музей історії Дніпра» Дніпровської міської ради. З травня 2023 року - на пенсії.
Має доньку - Світлані Капустіну, яка працює в «Музеї історії Дніпра».
За її директорства в історичному музеї була ініціатором чи та соавтором таких проєктів як: «Шляхами історії», «Музей і діти», «Музейного сімейного абонемента» та ін. Протягом 28 років проводила щорічне свято «Чисті джерела» (з 1989 р.). В 2003 році розробила ідею проведення Всеукраїнських музейних фестивалів: всього було проведено п'ять фестивалів на базі істориного музею (останній - восени 2018 року).
З 2005 року разом з колективом історичного музею започаткували нічні екскурсії, а музей став учасником загальноєвропейської акції «Ніч музеїв».
За час роботи на посаді директора історичного музею разом з колективом відкрили музейні філії: «Літературне Придніпров’я», музей історії місцевого самоврядування, «Громадянський подвиг жителів Дніпропетровщини в подіях АТО». Проведено повні реекспозиції ряду експозиційних залів. Безпосередньо брала участь у створенні музею фінансової системи області і музею телерадіопередавального центру.

## Громадська діяльність
- У 2010 році була запрошена до Музейної ради при Міністерстві культури України.
- До 2015 року входила до складу художньої ради Дніпра[2].
- Від 28 квітня 2011 — член Ради з питань розвитку Національного культурно-мистецького та музейного комплексу «Мистецький арсенал»[3].

## Відзнаки
- Нагороджена пам’ятною медаллю «За вірну службу рідному місту» (1998).
- Нагороджена орденом княгині Ольги III ступеня (2007).[4]
- Заслужений працівник культури України[5]

## Виноски
1. ↑  Указ Президента України № 549/2007
2. ↑  Надія Капустіна: жінка, закохана в історію
3. ↑  Указ Президента України від 28 квітня 2011 року № 511/2011 «Про Раду з питань розвитку Національного культурно-мистецького та музейного комплексу "Мистецький арсенал"»
4. ↑  УКАЗ ПРЕЗИДЕНТА УКРАЇНИ №549/2007 —. Офіційне інтернет-представництво Президента України. 2007.
5. ↑  Указ Президента України від 28 квітня 2004 року № 491/2004 «Про відзначення державними нагородами України»